# بلک کنیری
قناری سیاه یا بلکْ کنِیْری (به انگلیسی: Black Canary) یک شخصیت خیالی ابرقهرمان است که در کتب کامیک آمریکایی منتشر شده توسط دی‌سی کامیکس وجود دارد؛ و برای اولین بار، در شمارهٔ ۸۶ مجلهٔ «کمیک‌های فلش» در اوت ۱۹۴۷ معرفی شد. او که از اولین ابرقهرمانان دنیای دی‌سی به‌شمار می‌رود، در بسیاری از گروه‌های پرچمدار این شرکت شامل سازمان عدالت آمریکا و لیگ عدالت حضور داشته‌است. او از اواخر دهه ۱۹۶۰، با دیگر شخصیت ابرقهرمان کماندار، گرین ارو همکاری و رابطهٔ عاشقانه داشته‌است. او به عنوان یکی از برترین مبارزان هنرهای رزمی در دنیای دی‌سی در نظر گرفته می‌شود که با دیگر مبارزان رتبه بالایی همچون گربه‌وحشی، لیدی شیوا، کاساندرا کین و زن شگفت‌انگیز آموزش دیده‌است.

## توانایی‌ها و قدرت‌ها
قناری سیاه دارای توانایی متا انسانی به نام «خروش قناری» است، یک فریاد فراصوت قدرتمند که قادر به تخریب اشیاء، تأثیر بر افراد و اخیراً حتی خرد کردن جمجمه و آب کردن استخوان‌ها است. قناری سیاه استاد هنرهای رزمی به ویژه در رشته‌های جودو و بوکس است، به طوری که او را به عنوان یکی از هفت رزمی‌کار برتر دنیای دی‌سی در نظر می‌گیرند. او همچنین اخیراً با استفاده از قابلیت «خروش قناری» قادر به پرواز نیز شده‌است.

## در رسانه‌ها
- جنیفر هیل در انیمیشن سریالی لیگ عدالت صداپیشه نقش دونا لنس را به عنوان سایرن سیاه بود.
- لوری لافلین در سریال پرندگان دعاگو نقش کارولین لنس را به عنوان قناری سیاه ایفا کرد.
- ریچل اسکارستن در سریال پرندگان دعاگو نقش دینا لنس یا دینا ریموند را به عنوان قناری سیاه ایفا کرد.
- الینا هافمن در سریال اسمالویل نقش قناری سیاه ایفا کرد.
- مورینا بکرین در انیمیشن سریالی عدالت نامحدود لیگ، صداپیشه نقش دینا لورل لنس را به عنوان قناری سیاه بود.
- گری دلیسل در انیمیشن سریالی بتمن: شجاع و جسور، صداپیشه نقش قناری سیاه بود.
- ونسا مارشال در انیمیشن سریالی عدالت جوان، صداپیشه نقش قناری سیاه بود.
- کاری والگرن در انیمیشن سریالی جهان متحرک فیلم‌های اوریجینال دی‌سی، صداپیشه نقش قناری سیاه بود.

### ارو ورس
سه نسخه مختلف از قناری سیاه در سریال‌های ارو ورس حضور یافتند.
- کیتی لاتز در سریال ارو در نقش سارا لنس ظاهر شد و بعنوان «قناری» معرفی شد که کاملاً تأثیر پذیرفته از قناری سیاه بود. وی بعدها در فصل سوم ارو کشته شد و سپس در فصل چهارم توسط چاه لازاروس به زندگی برگشت. وی بعدها نام خود را به «قناری سفید» تغییر داد و در سایر سریال‌های این دنیای تلویزیونی نیز ایفای نقش کرد.
- کیتی کسیدی در سریال ارو در نقش داینا لورل لنس خواهر سارا لنس ظاهر شد. وی پس از مرگ خواهرش تصمیم گرفت میراث وی را ادامه دهد و خود را با نام قناری سیاه معرفی کرد. وی سرانجام در فصل چهارم سریال توسط دیمین دارک کشته شد. همزاد وی در زمین ۲ نیز در سریال فلش بعنوان «بلک سایرن» معرفی شد و در فصل پنج ارو بعنوان شخصیت اصلی برگشت
- جولیانا هارکیوی در فصل پنجم سریال ارو بعنوان «داینا دریک» معرفی شد. وی که در اثر انفجار شتاب‌دهنده ذره ای(فصل ۱ سریال فلش) دارای فریاد قناری (ابرقدرت) شده بود توسط الیور کویین استخدام شد تا قناری سیاه جدید باشد.